# Cho Bong-am
Dans ce nom coréen, le nom de famille, Cho, précède le nom personnel.
Pour les articles homonymes, voir Cho.
Cho Bong-am (en coréen : 조봉암), né le 25 septembre 1899 sur l'île de Kanghwa et mort exécuté le 31 juillet 1959, est un homme politique sud-coréen, et un opposant à la dictature de Syngman Rhee.

## Biographie
Né dans une famille de fermiers, il fait partie de la « première génération de Coréens à recevoir une éducation moderne ». Après des études dans une école secondaire technique (agricole), il travaille brièvement comme employé de bureau dans l'administration publique locale, puis s'établit à Séoul en 1918 et se mêle au milieu des intellectuels et activistes de gauche. Il participe au Soulèvement du 1er Mars 1919 contre l'occupation japonaise, et purge alors un an de prison. Il émigre au Japon, où il étudie l'anglais et rejoint un groupe d'étudiants communistes. Il part ensuite étudier à l'Université communiste des travailleurs de l'orient, à Moscou, qui forme les futurs cadres communistes des pays d'Asie.
En 1925, il est l'un des dirigeants du tout nouveau Parti communiste de Corée. En 1932, il est arrêté par les autorités japonaises, et emprisonné pendant sept ans. Il est emprisonné une nouvelle fois début 1945, puis libéré à la fin de la Seconde Guerre mondiale, avec la fin du régime colonial japonais en Corée. S'engageant initialement dans le mouvement communiste de l'après-guerre, il le quitte publiquement au début de l'année 1946, exprimant son désaccord avec les visées anti-démocratiques du parti : « Nous n'avons besoin ni d'une dictature bourgeoise, ni d'une dictature du prolétariat ». Il demeure néanmoins engagé dans la gauche anticapitaliste.
Il est élu député à l'assemblée constituante en 1948. Avec l'établissement de la République de Corée, il est nommé ministre de l'Agriculture dans le gouvernement du président Syngman Rhee. Il mène une politique de réforme agraire, expropriant les grands propriétaires (contre compensation financière) et redistribuant leurs terres aux fermiers. En 1950, il est élu vice-président de l'Assemblée nationale,.
Lorsque éclate la guerre de Corée, il aide à organiser l'évacuation de Séoul. Il se présente à l'élection présidentielle de 1952, contre Syngman Rhee, et obtient 11 % des voix. Après la fin de la guerre en 1953, il fonde le Parti progressiste, s'inspirant des partis sociaux-démocrates européens. Dans un contexte de répression de toute opposition, il est le seul candidat d'opposition à se présenter à l'élection présidentielle de 1956. Malgré le contrôle qu'exerce le gouvernement Rhee sur les médias, Cho recueille 30 % des voix, et fait figure de principal opposant au régime.
En janvier 1958, il est arrêté sur ordre du gouvernement, et accusé de subversion et d'espionnage au profit de la Corée du Nord. Il est acquitté. Le gouvernement de Syngman Rhee ordonne alors la tenue d'un second procès. Cho Bong-am est déclaré coupable de haute trahison et de conspiration avec la Corée du Nord. Il est exécuté par pendaison le 31 juillet 1959. En janvier 2011, il est acquitté et réhabilité à titre posthume par la Cour suprême, qui qualifie son exécution de « meurtre judiciaire » d'un opposant politique, et salue en lui « le premier ministre de l'Agriculture de la Corée, qui a posé les fondements de l'économie de la Corée »,.